# Nastrand

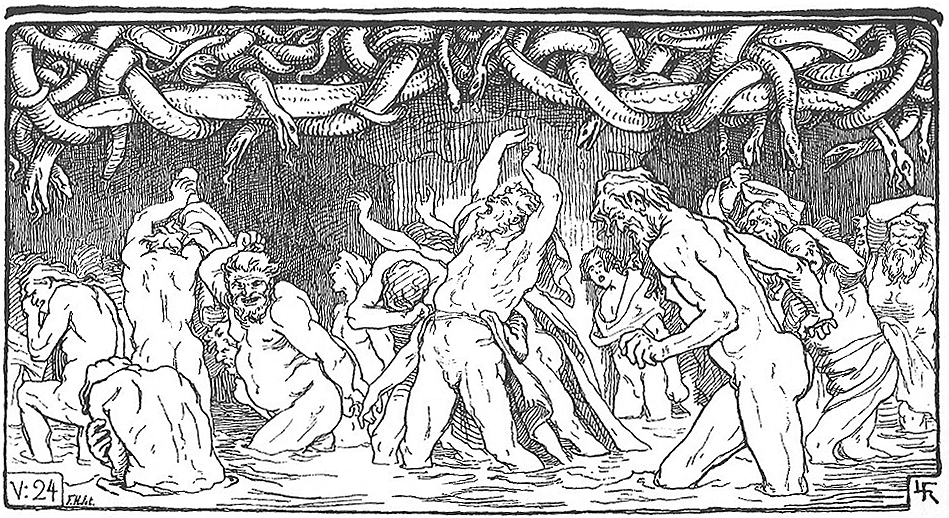
Náströnd by Frølich

Nastrand (isländska: Náströnd, ”likstrand”) är i nordisk mytologi en strand i Hel, de dödas rike, norr om bergskedjan Nidafjällen. Nastrand ligger vid sjön Amsvartner (”becksvart”) i vilket ön Lyngve (”den ljungbevuxna”) finns och där fenrisulven och senare Loke fjättrades. Intill Nastrand finns den jättelika, hemska sal, byggd av sammanflätade ormryggar med inåtvända ormhuvuden, vilka spyr etter, som bildar åar i salens inre. Där får lögnhalsar (edsbrytare) och mordvargar (fredslösa mördare) vada runt.
På Nastranden byggdes skeppet Nagelfare av de dödas naglar.